# الواوية (عين العرب)
الواوية قرية سوريّة تتبع إداريّاً لمحافظة حلب منطقة عين العرب ناحية مركز شيوخ تحتاني، بلغ تعداد سكانها 766 نسمة حسب التعداد السكاني لعام 2004.